# Batalla de Storkyro
La batalla de Storkyro es lliurà el 19 de febrer de 1714 en el Calendari julià (2 de març del Calendari gregorià) prop del poble de Napo (Finlandès:Napue) a la parròquia de Storkyro (Finès Isokyrö), Ostrobòtnia, Imperi Suec (actualment Finlàndia) entre l'exèrcit suec i el rus, en el marc de la Gran Guerra del Nord.
Les forces sueques estaven integrades gairebé exclusivament per tropes fineses, que foren destruïdes per les més nombroses tropes russes. A causa d'aquesta derrpta tota Finlàndia va ser ocupada pels russos durant la resta de la guerra, fou un període de grans dificultats pels finesos que l'anomenaren la Gran Ira.

## Preludi
El 1703 les forces russes havien assolit, en alguns puntes, les ribes del Golf de Finlàndia, i fundaren la ciutat de Sant Petersburg. Com que el principal exèrcit suec va combatre a Polònia i després a Rússia, els suecs tingueren problemes per defensar els seus territoris al Bàltic. Després de la batalla de Poltava, Rússia ocupà la Livònia sueca, l'Estònia Sueca i l'Íngria sueca, així com el Comtat de Vyborg i Savonlinna i el Comtat de Kexholm.
Quan Carles XII de Suècia refusà entaular negociacions de pau, Dinamarca i Rússia elaboraren plans per amenaçar Estocolm. Es van considerar dues rutes d'atac: una a través del sud de Suècia i l'altra a través de Finlàndia i les illes Åland. L'atac pel sud fou considerat el més important, però l'atac a Finlàndia era primordial per distreure el màxim de tropes sueques possibles. Però, l'atac pel sud fou avortat per la victòria de Magnus Stenbock a la batalla de Helsingborg el 1710.
L'atac rus a Finlàndia mai es desenvolupà com fou planejat. Pere el Gran hagué de combatre en la contra l'Imperi Otomà, la consegüent manca de forces obligaren a posposar la conquesta de Åbo. Les operacions inicials dels russos a Finlàndia foren un seguit d'incursions de saqueig i reconeixement, amb l'objectiu d'ocupar el sud-est de Finlàndia i devastar-lo per impedir que fos punt de partida dels atacs contra l'àrea de Sant Petersburg.
Les operacions russes a Finlàndia augmentaren el 1713, després de problemes logístics que causaren el fracàs dels atacs l'any anterior. Ja al maig, Pere i una flota de galeres russes partiren d'Helsinki, i durant l'estiu tot el sud-est fou ocupat per les forces russes. Les tropes sueques sota les ordres del general Georg Henrik Lybecker es van retirar cap a l'interior. Abans de retornar a Rússia, Pere ordenà a Fiódor Apraksin que encapçales la marina russa en una sèrie d'atacs que s'havien de desenvolupar al llarg de l'hivern.
El general suec Carl Gustaf Armfeldt rebé el comandament de les tropes destinades a Finlàndia l'agost de 1713. Armfeldt s'enfrontà a una tasca impossible; Lybecker li deixà un exèrcit mal equipat, desmoralitzat i famolenc. No es podien realitzar operacions de reconeixement perquè la cavalleria estava massa delmada per portar a terme les seves funcions. Quan el general rus, Mikhail Golitsyn, marxà sobre Ostrobòtnia a principis del febrer de 1714, Armfeldt desplegà les seves forces en una posició defensiva al poble de Napo, a l'est de Vaasa. Se celebrà un consell de guerra el 16 de febrer, on Armfeldt decidí mantenir les posicions i plantar batalla. Un aire fatalista planava sobre l'exèrcit suec - debilitat pels estralls de l'hivern, amb un exèrcit superior en nombre acostant-se, i sense esperances de rebre reforços.

## Desenvolupament tàctic

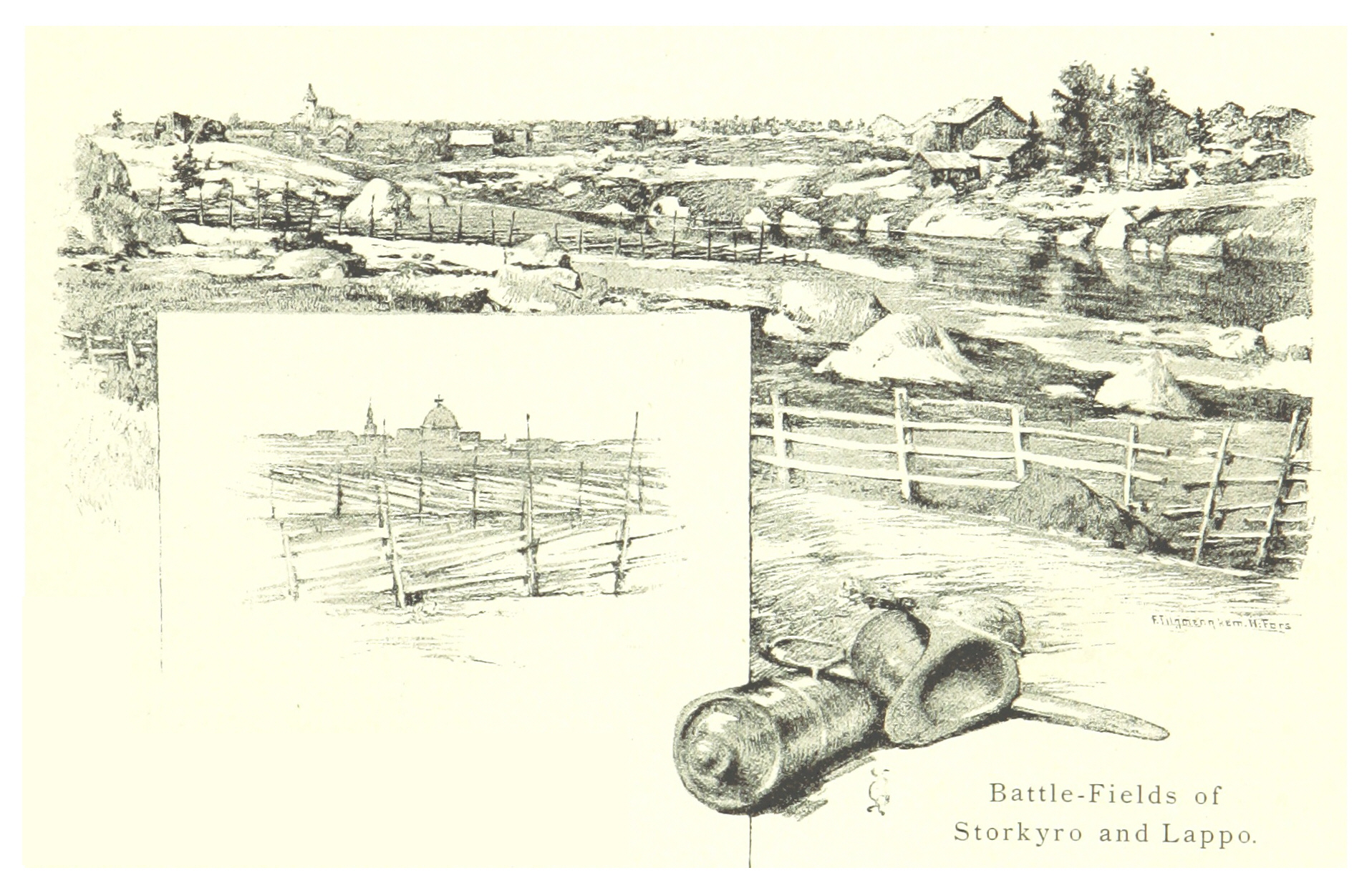

Els russos s'aproximaren a Napo des de l'est, inicialment seguint el curs gelat del Kyrönjoki. Quan estigueren a la vista dels suecs, però fora del seu abast, la cavalleria i la infanteria de l'ala dreta es desviaren cap al nord. En lloc de formar en paral·lel a les forces sueques, Golitsyn tenia intenció d'atacar el flanc esquerre suec. Ja sigui a través de la promesa d'un pagament o sota l'amenaça de la força, Goltisyn feu servir un granger per guiar les forces russes a través d'un pantà congelat i els boscos al nord del riu. D'aquesta manera, l'exèrcit rus obtingué una posició inicial molt avantatjosa per atacar l'esquerra sueca.
Els moviments russos foren observats per Armfeldt i els seus oficials. Els Cosacs i els dragons arribaren al matí, mentre que el cos principal fou desplegat a la tarda. Just abans de començar la batalla, Armfeldt cavalcà al llarg de les línies sueques per exhortar els seus soldats a lluitar pel rei i pel país. Com fou rebut pels soldats es desconeix, però Armfeldt escrigué que els seus soldats "mostraren una valentia increïble, i lleialtat fins a la mort, i de genolls i amb els ulls plorosos demanaren ajuda a Déu."
Armfelt s'adonà que alguna cosa no rutllava en el moment que només una petita força de cavalleria seguia avançant pel riu gelat, mentre la resta dels efectius desapareixien direcció nord. Adonant-se massa tard de què això comportava, ordenà moure la línia envers el nord per fer front a la nova amenaça. Després va donar l'ordre de llençar un atac preventiu per desbaratar la maniobra. La dreta sueca va obtenir èxits inicials importants, fent retrocedir els russos amb descàrregues de metralla, la infanteria sueca disparà una descàrrega i carregà a la baioneta. L'esquerra sueca no s'havia desplegat totalment quan rebé l'atac suec. Després d'assolir un èxit inicial, els suecs no pogueren impedir que els russos refessin les seves línies, gràcies en gran part a la seva superioritat numèrica.
El flanc dret rus estava més ben organitzar i repelí l'atac suec. La cavalleria sueca fou immobilitzada, rodejada i destruïda pels cosacs i els dragons russos. A poc a poc, el flanc esquerre suec anà col·lapsant lentament oferint una resistència desesperada. Armfeldt intentà d'alleujar la pressió sobre el seu flanc esquerre envoltat, però Golitsyn llençà les seves forces contra el centre i la dreta sueca, i quan el flanc esquerre caigué, la infanteria sueca fou presa del pànic.

## Conseqüències
La batalla acabà amb la destrucció de l'exèrcit suec a Finlàndia, que va patir almenys 2.500 baixes. Molts d'ells moriren per les ferides o el fred la nit de la batalla; els cossos restaren al camp de batalla durant setmanes. Les baixes russes també foren importants: uns 2.000 morts o ferits. La majoria dels morts russos foren enterrats al cementiri parroquial de Storkyro.
Estratègicament, la victòria de Storkyro permeté als russos controlar completament Finlàndia durant els següents anys; estant Suècia massa debilitada per impedir-ho. Els èxits aconseguits per les galeres russes a l'arxipèlag de Turku permeté a la flota donar suport i proveir les operacions de l'exèrcit. Aquest punt fou clau per mantenir les tropes russes, ja que no podien obtenir prou subministraments del territori.